# 施泰根
施泰根（德語：Stegen，發音：[ˈʃteːɡn̩] ⓘ）是德国巴登-符腾堡州弗赖堡行政区布赖斯高-上黑林山县的市镇，面积26.32平方千米，2023年12月31日人口为4,646人。